# 高茂卿 (唐朝)
高茂卿，唐朝官員。广明元年（880年），任江西觀察使。中和二年（882年），抚州（今江西省抚州市）刺史钟传起兵作乱，占领洪州（今江西省南昌市），高茂卿逃至江州（今江西省九江市）。七月，受命改任安南都護（治今越南河内）。